# Гічкок (Оклахома)
Гічкок (англ. Hitchcock) — місто (англ. town) в США, в окрузі Блейн штату Оклахома. Населення — 102 особи (2020).

## Географія
Гічкок розташований за координатами 35°58′4″ пн. ш. 98°20′59″ зх. д. / 35.96778° пн. ш. 98.34972° зх. д. (35.967658, -98.349696).  За даними Бюро перепису населення США в 2010 році місто мало площу 0,39 км², уся площа — суходіл.

## Демографія
Згідно з переписом 2010 року, у місті мешкала 121 особа в 47 домогосподарствах у складі 31 родини. Густота населення становила 312 особи/км².  Було 57 помешкань (147/км²).
Расовий склад населення:
| - 87,6 % — білих - 2,5 % — корінних американців - 0,8 % — чорних або афроамериканців - 2,5 % — осіб інших рас |

До двох чи більше рас належало 6,6 %. Частка іспаномовних становила 11,6 % від усіх жителів.
За віковим діапазоном населення розподілялося таким чином: 27,3 % — особи молодші 18 років, 57,0 % — особи у віці 18—64 років, 15,7 % — особи у віці 65 років та старші. Медіана віку мешканця становила 37,8 року. На 100 осіб жіночої статі у місті припадало 86,2 чоловіків;  на 100 жінок у віці від 18 років та старших — 87,2 чоловіків також старших 18 років.
За межею бідності перебувало 20,5 % осіб, у тому числі 0,0 % дітей у віці до 18 років та 16,7 % осіб у віці 65 років та старших.
Цивільне працевлаштоване населення становило 39 осіб. Основні галузі зайнятості: виробництво — 33,3 %, освіта, охорона здоров'я та соціальна допомога — 23,1 %, публічна адміністрація — 15,4 %, сільське господарство, лісництво, риболовля — 10,3 %.